# 深色
『深色』（しんしょく）は、橘いずみ3枚目のミニ・アルバム。2002年7月31日にポリスターから発売された。規格品番はPSCR-6060。

## 解説
- 『bellybutton』『SUPER SUNNY DAY』に続いて発売された。本作を含めてポリスター・ミニ・アルバム3部作と呼ばれている。
- ポリスターからのリリースとしては最後。
- 門脇学と共同プロデュース。橘作詞作品は少なく門脇作詞・作曲作品も含まれる。
- 橘いずみにとって初カバー曲である原田真二の「てぃーんず・ぶるーす」も収録。

## 収録曲
| #         | タイトル                 | 作詞             | 作曲             | 時間  |
| --------- | ------------------------ | ---------------- | ---------------- | ----- |
| 1.        | 「ブーゲンビリア」       | 門脇学           | 橘いずみ・門脇学 | 5:24  |
| 2.        | 「cabriolet」            | 門脇学           | 門脇学           | 3:23  |
| 3.        | 「鳥のように」           | 橘いずみ・門脇学 | 橘いずみ・門脇学 | 5:26  |
| 4.        | 「てぃーんず・ぶるーす」 | 松本隆           | 原田真二         | 4:42  |
| 5.        | 「青い月の輝く夜」       | 橘いずみ・門脇学 | 橘いずみ・門脇学 | 4:57  |
| 6.        | 「赤い空」               | 門脇学           | 橘いずみ・門脇学 | 4:25  |
| 7.        | 「アダムスキー」         | 門脇学           | 橘いずみ・門脇学 | 4:43  |
| 合計時間: | 合計時間:                | 合計時間:        | 合計時間:        | 33:00 |

## ミュージシャン
- 橘いずみ
- 門脇学
- 坂巻晋
- 石村順
- 朝倉真司
- 仮谷克之
- 横山英規
- すみださとし（澄田啓）
- 弦一徹